# Saint-Lumier-en-Champagne
Saint-Lumier-en-Champagne település Franciaországban, Marne megyében. Lakosainak száma 266 fő (2022. január 1.). Saint-Lumier-en-Champagne Bassuet, Couvrot, Lisse-en-Champagne, Saint-Amand-sur-Fion, Saint-Quentin-les-Marais és Soulanges községekkel határos.

## Népesség
A település népessége az elmúlt években az alábbi módon változott:
| Lakosok száma | 209  | 231  | 225  | 208  | 266  | 262  | 263  | 268  | 267  | 266  |
|               | 1968 | 1982 | 1990 | 2006 | 2013 | 2015 | 2017 | 2019 | 2020 | 2022 |